# Raijin
Raijin (雷神?, raijin) nella mitologia giapponese è il nome che indica il dio del tuono e dei fulmini. Il nome deriva dalla parola giapponese rai (雷?, tuono) e shin (神?, dio). Viene rappresentato spesso con sembianze di demone e con dei tamburi con i quali crea i tuoni.

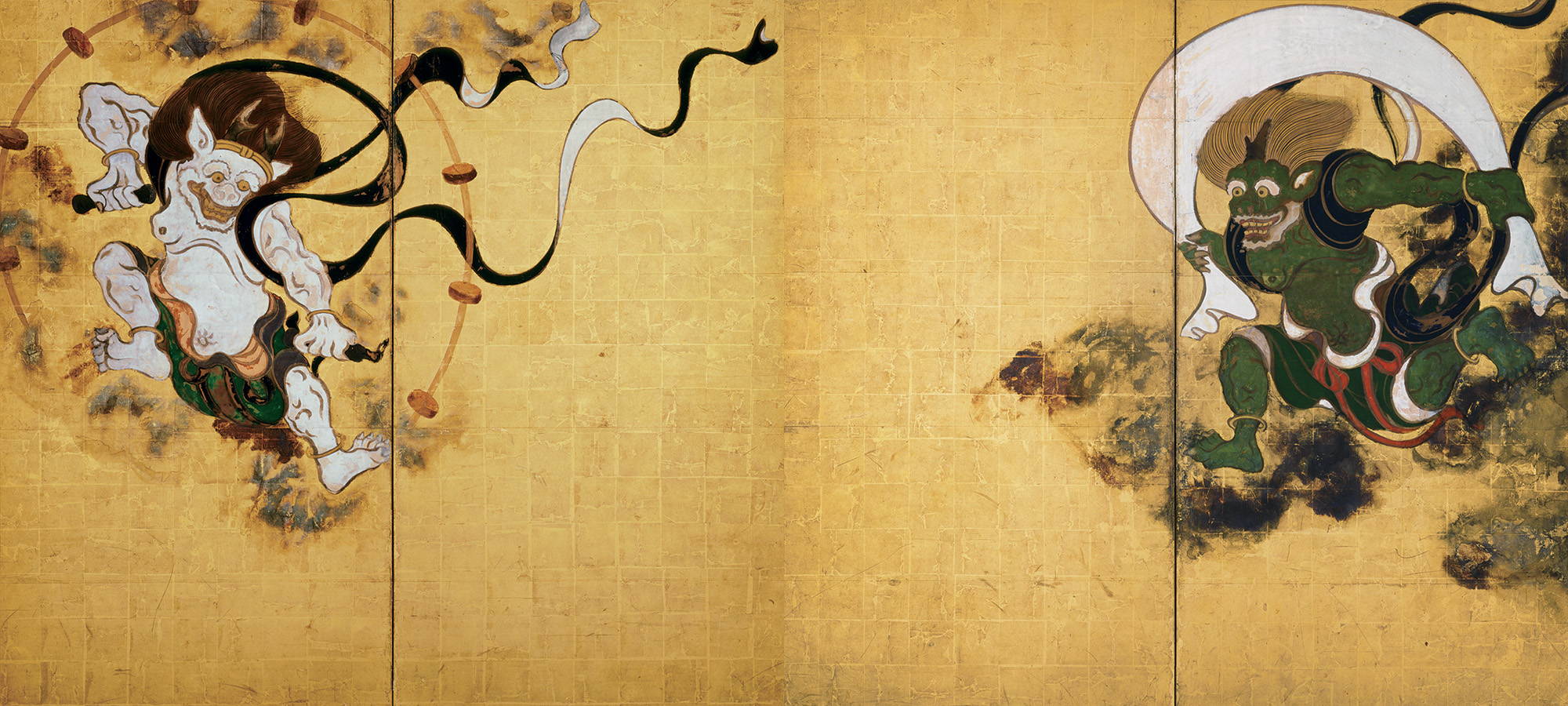
Raijin (a sinistra) e Fūjin (a destra), gli dei del tuono e del vento, rappresentati da Tawaraya Sōtatsu.

Raijin è conosciuto anche con i nomi seguenti:
- Kaminari-sama: kaminari (雷, tuono) e -sama (様, una forma onorifica giapponese)
- Raiden-sama: rai (雷, tuono), den (電, luce), e -sama
- Narukami: naru (鳴, Tonante) e kami  (神, dio)

Nell'iconografia giapponese viene ritratto anche assieme a Fūjin, il dio del vento.

## Nella cultura di massa
Raijin è molto conosciuto ed usato come personaggio di molte serie giapponesi. Spesso viene usato per creare battute divertenti, come per esempio negli episodi di Kyorochan. Nella cultura occidentale è apparso principalmente come personaggio nel famoso gioco Mortal Kombat, chiamato Raiden.
Nei manga ed anime giapponesi, Raijin appare spesso, come per esempio in Naruto attraverso la Spada Raijin del secondo Hokage e, assieme a Fūjin, come coppia di spade nel quarto film di Inuyasha, L'isola del fuoco scarlatto.
Nel manga ed anime One Piece il personaggio di Ener è ispirato a Raijin, infatti presenta i tamburi del dio sulla schiena. 
Nei videogiochi Pokémon Versione Bianca e Pokémon Versione Nera i Pokémon leggendari Thundurus e Tornadus sono ispirati rispettivamente a Raijin e al fratello Fūjin.
Nei videogiochi di Super Mario, alcuni Lakitu che scagliano fulmini portano i tamburi della divinità.